# Rhizaspidiotus graminis
Rhizaspidiotus graminis är en insektsart som beskrevs av Borchsenius 1955. Rhizaspidiotus graminis ingår i släktet Rhizaspidiotus och familjen pansarsköldlöss. Inga underarter finns listade i Catalogue of Life.